# Saint-Augustin (Charente Marítim)
Saint-Augustin és un municipi francès situat al departament del Charente Marítim i a la regió de la Nova Aquitània. L'any 2007 tenia 1.166 habitants.

## Demografia

### Població
El 2007 la població de fet de Saint-Augustin era de 1.166 persones. Hi havia 446 famílies de les quals 96 eren unipersonals (52 homes vivint sols i 44 dones vivint soles), 153 parelles sense fills, 161 parelles amb fills i 36 famílies monoparentals amb fills.
La població ha evolucionat segons el següent gràfic:
Habitants censats

### Habitatges
El 2007 hi havia 1.276 habitatges, 465 eren l'habitatge principal de la família, 800 eren segones residències i 11 estaven desocupats. 766 eren cases i 52 eren apartaments. Dels 465 habitatges principals, 360 estaven ocupats pels seus propietaris, 100 estaven llogats i ocupats pels llogaters i 5 estaven cedits a títol gratuït; 3 tenien una cambra, 24 en tenien dues, 73 en tenien tres, 148 en tenien quatre i 217 en tenien cinc o més. 389 habitatges disposaven pel capbaix d'una plaça de pàrquing. A 198 habitatges hi havia un automòbil i a 251 n'hi havia dos o més.

### Piràmide de població
La piràmide de població per edats i sexe el 2009 era:
| Homes | Edats   | Dones |
| ----- | ------- | ----- |
| 0     | 95 o +  | 4     |
| 0     | 90 a 94 | 8     |
| 0     | 85 a 89 | 4     |
| 0     | 80 a 84 | 4     |
| 8     | 75 a 79 | 24    |
| 16    | 70 a 74 | 12    |
| 32    | 65 a 69 | 20    |
| 12    | 60 a 64 | 28    |
| 8     | 55 a 59 | 8     |
| 36    | 50 a 54 | 36    |
| 40    | 45 a 49 | 40    |
| 40    | 40 a 44 | 32    |
| 32    | 35 a 39 | 52    |
| 36    | 30 a 34 | 24    |
| 28    | 25 a 29 | 40    |
| 24    | 20 a 24 | 16    |
| 36    | 15 a 19 | 36    |
| 44    | 10 a 14 | 20    |
| 12    | 5 a 9   | 40    |
| 20    | 0 a 4   | 20    |

## Economia
El 2007 la població en edat de treballar era de 755 persones, 529 eren actives i 226 eren inactives. De les 529 persones actives 470 estaven ocupades (252 homes i 218 dones) i 59 estaven aturades (17 homes i 42 dones). De les 226 persones inactives 95 estaven jubilades, 61 estaven estudiant i 70 estaven classificades com a «altres inactius».

### Ingressos
El 2009 a Saint-Augustin hi havia 490 unitats fiscals que integraven 1.218,5 persones, la mediana anual d'ingressos fiscals per persona era de 16.832 €.

### Activitats econòmiques
Dels 66 establiments que hi havia el 2007, 2 eren d'empreses alimentàries, 1 d'una empresa de fabricació d'altres productes industrials, 18 d'empreses de construcció, 10 d'empreses de comerç i reparació d'automòbils, 10 d'empreses d'hostatgeria i restauració, 1 d'una empresa d'informació i comunicació, 1 d'una empresa financera, 4 d'empreses immobiliàries, 8 d'empreses de serveis, 6 d'entitats de l'administració pública i 5 d'empreses classificades com a «altres activitats de serveis».
Dels 23 establiments de servei als particulars que hi havia el 2009, 1 era un taller de reparació d'automòbils i de material agrícola, 8 paletes, 3 guixaires pintors, 3 fusteries, 2 electricistes, 1 empresa de construcció, 2 perruqueries i 3 restaurants.
Dels 4 establiments comercials que hi havia el 2009, 1 era un supermercat, 1 una botiga de menys de 120 m², 1 una fleca i 1 una carnisseria.
L'any 2000 a Saint-Augustin hi havia 16 explotacions agrícoles que ocupaven un total de 378 hectàrees.

## Equipaments sanitaris i escolars
El 2009 hi havia una escola elemental.

## Poblacions properes
El següent diagrama mostra les poblacions més properes.